# シュガー (映画)
『シュガー』（ 英：Sugar ）は、2004年に製作されたカナダの映画。監督はジョン・パーマー。原作はブルース・ラ・ブルースの短編小説。
日本では、2005年（第14回）東京国際レズビアン&ゲイ映画祭(7月15日)にて上映された。

## キャスト
- クリフ：アンドレ・ノーブル
- ブッチ：ブレンダン・フェア
- 妊娠しているドラッグの売人：サラ・ポーリー
- フレックス：ジェフリー・パラツォ
- スタンレー：モーリー・チェイキン
- マッジ：マーニー・マクフェイル
- マイケル・ライリー
- クッキー：ヘイリー・ワンストール

## 評価
Varietyのデニス・ハーヴェイは主演のパフォーマンスを高く評価した。